# Executive Suite

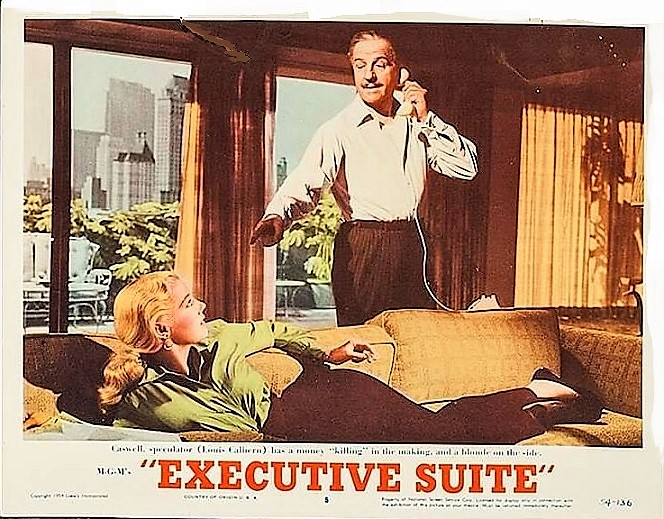

Executive Suite é um filme norte-americano de 1954, do gênero drama, dirigido por Robert Wise e estrelado por William Holden e June Allyson.